# A Vida da Gente
A Vida da Gente este o telenovelă braziliană din 2012 - 2013.
Este povestea a două surori, Ana (Fernanda Vasconcellos) și Manuela (Marjorie Estiano), și triunghi amoros care trăiesc cu al ei fratele vitreg, după un  tragic accident.

## Distribuție
| Actor                   | Caracter                         |
| ----------------------- | -------------------------------- |
| Fernanda Vasconcellos   | Ana Fonseca                      |
| Marjorie Estiano        | Manuela Fonseca Macedo           |
| Rafael Cardoso          | Rodrigo Macedo                   |
| Thiago Lacerda          | Dr. Lúcio Pires                  |
| Paulo Betti             | Jonas Macedo                     |
| Regiane Alves           | Cristiane "Cris" Oliveira Macedo |
| Nicette Bruno           | Iná Fonseca                      |
| Stênio Garcia           | Laudelino                        |
| Marcello Airoldi        | Cícero Moraes                    |
| Daniela Escobar         | Suzana Ybarra Moraes             |
| Gisele Fróes            | Vitória Azevedo Prates           |
| Ângelo Antônio          | Marcos Prates                    |
| Sthefany Brito          | Alice Ybarra Moraes              |
| Maria Eduarda           | Fernanda "Nanda" Macedo          |
| Malu Valle              | Vivian "Vivi" Mourão             |
| Luiz Carlos Vasconcelos | Renato Nogueira Martins          |
| Jesuela Moro            | Júlia Fonseca (segunda fase)     |
| Malu Galli              | Dora                             |
| Alice Wegmann           | Sofia Azevedo Prates             |
| Pietra Pan              | Bárbara                          |
| Neusa Borges            | Maria                            |
| Leonardo Medeiros       | Lourenço Luiz Macedo             |
| Leona Cavalli           | Dra. Celina Macedo               |
| Marcello Melo Jr.       | Mathias                          |
| Júlia Almeida           | Lorena                           |
| Rafael Almeida          | Miguel                           |
| Cláudia Mello           | Moema                            |
| Luiz Serra              | Seu Wilson                       |
| Duda Mamberti           | Josias                           |
| Rita Clemente           | Aurélia                          |
| Tadeu di Pietro         | Cléber                           |
| Marat Descartes         | Lui                              |
| Anna Rita Cerqueira     | Olívia                           |
| Vitor Navega Motta      | Francisco                        |
| Kaic Crescente          | Tiago Oliveira Macedo            |
| Ana Petta               | Eliete                           |
| Jorge Coutinho          |                                  |
| Renatta Gomes           | Bia                              |
| Luís Otávio Moraes      |                                  |
| Dayse Pozzato           |                                  |
| Deborah Kalume          | Cleide                           |
| Isabel Lobo             |                                  |
| Renata Tobelem          |                                  |
| Clarissa Kiste          |                                  |
| Ricardo Martins         |                                  |

## Premii
Quem 2011:
- Cea mai bună Actriță în rol secundar sau Co-stele (Marjorie Estiano)

Caras 2011
- Cea mai bună Protagonistul (Marjorie Estiano)

Minha Novela 2011, conform critica de televiziune:
- Cel mai bună Actriță (Marjorie Estiano)
- Cel mai bun Telenovela
- Cea mai bună Actriță Copil (Jesuela Moro)
- Cel mai bun Actor Copil (Kaique Crescente)

Melhores do Ano, Domingão do Faustão 2011: 
- Cea mai bună actriță Copil (Jesuela Moro)

Noveleiros 2011: 
- Cel mai bun Telenovela

Contigo 2012:
- Cea mai bună Autor al telenovelei (Lícia Manzo)
- Cea mai bună actriță Copil (Jesuela Moro)